# Сражаться до конца!
«Сражаться до конца!» или «Джентльмены» (кит. 打擂台, англ. Gallants) — гонконгский фильм с боевыми искусствами режиссёров Дерек Куока и Клемент Чена, вышедший в 2010 году. Действие фильма разворачивается в наши дни, но в стиле гонконгских фильмов кунг-фу 1960-х и 1970-х годов. Премьера фильма состоялась на Гонконгском Кинофестивале 26 марта 2010 года. Фильм получил положительные отзывы на фестивалях в Северной Америке.

## Сюжет
В современном Гонконге Лён Кинчхён получает задание от своей компании по недвижимости - разрешить спор в одной деревне на Новых Территориях. Лён отправляется туда и встречает двух старых мастеров кунг-фу, Тигра и Дракона, которых запугивают молодой Чхун Санман и его люди. Чхун хочет, чтобы Тигр и Дракон продали свою чайную, в которой раньше была школа боевых искусств мастера Ло Саня. Однако, когда Ло просыпается от тридцатилетней комы, он полон решимости открыть заново школу и принять вызов Чхуна и его мастера Пхон Чхина.

## В ролях
| Актёр         | Роль                 |
| ------------- | -------------------- |
| Лён Сиулун    | Тигр / Лам Лёнсёнь   |
| Чэнь Гуаньтай | Дракон / Чань Таксин |
| Тедди Робин   | мастер Ло Сань       |
| Вон Яунам     | Лён Кинчхён          |
| Цзя Сяочэнь   | Куай                 |
| Оуян Цзин     | Чхун Санман          |
| Майкл Чань    | мастер Пхон Чхин     |
| Сиу Ям-ям     | доктор Фань          |
| Ло Ман        | Нефритовый Единорог  |